# Rørhøg
Rørhøgen (Circus aeruginosus) er en rovfugl med et vingefang på 135 cm. Den er udbredt i det meste af Europa samt en del af Nordafrika og Asien. I Danmark er den en sjælden ynglefugl, især i den østlige og sydlige del, med kun omkring 650 ynglende par.

## Adfærd
Om foråret udfører hannen "luftakrobatik" over sit territorium, hvor den f.eks. kan stige brat til vejrs for derefter at foretage et kortvarigt styrtdyk. De mest "akrobatiske" hanner kan tiltrække flere hunner og kan således have flere mager, hvilket er usædvanligt blandt rovfugle. Rørhøgen bygger sin rede på jorden i rørsumpe, i moser, og langs søbredder.
Føden er meget varieret, men består for det meste af mindre vandfugle (f.eks. kyllinger af blishøns), mosegrise og mus. Rørhøgen jager ved at flyve lavt over rørskove, marker eller enge. Den kan også kortvarigt stå stile i luften på flaksende vinger.

## Træk
Rørhøgen er en trækfugl med vinterkvarter i det vestlige Afrika. Den ankommer til Danmark i april og forlader landet i august-september, ungfuglene dog allerede fra juli. Et større antal rørhøge fra Sverige og Finland passerer Danmark under både forårs- og efterårstrækkene.

## Billeder
- Rørhøge, tegning fra 1899
- Rørhøg, hun
- Museum specimen